# Ngatpang

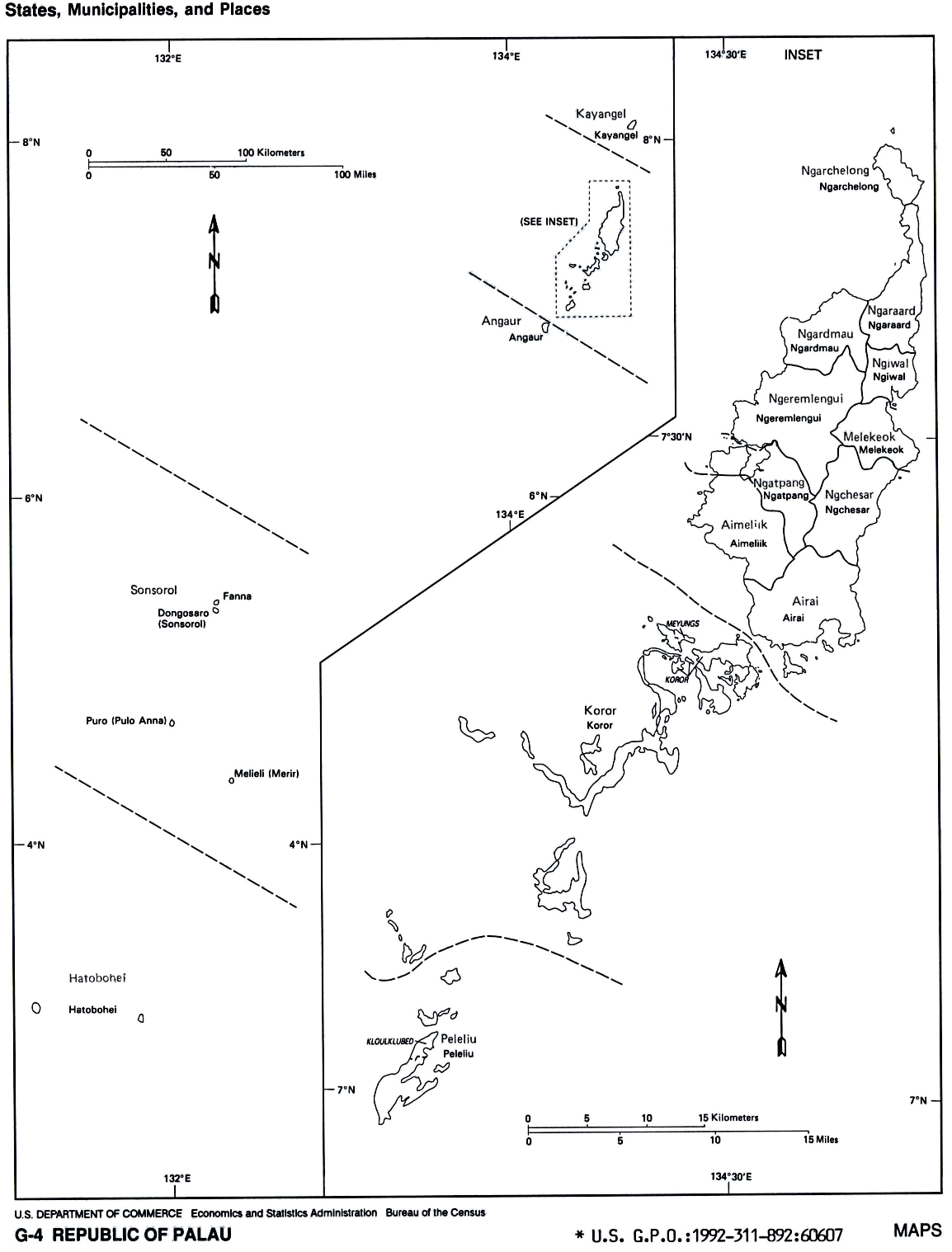
karta over Palaus delstater

Ngatpang är en av 16 delstater i Palau i västra Stilla havet.

## Geografi
Ngatpang ligger på huvudön Babeldaobs västra del vid den stora viken Ngeremeduu Bay. Nära viken finns även vattenfallet Tabecheding Waterfall.
Området har en sammanlagd areal om ca 47 km² och täcks till stora delar av regnskog och berg.

## Delstaten
Befolkningen i delstaten Ngatpang uppgår till cirka 300 invånare. Huvudorten är Oikuul och övriga församlingar ("hamlets") är  Ibobang, Mechebechubel, Ngeruchod och Ngerdubech.
Det finns några megalitiska monument och sluttningar bebyggda med stenterrasser i området.
1984 ändrades benämningen på Palaus administrativa delar från "municipalities" (kommuner) till "states" (delstater).